# Schachbrett (Heraldik)

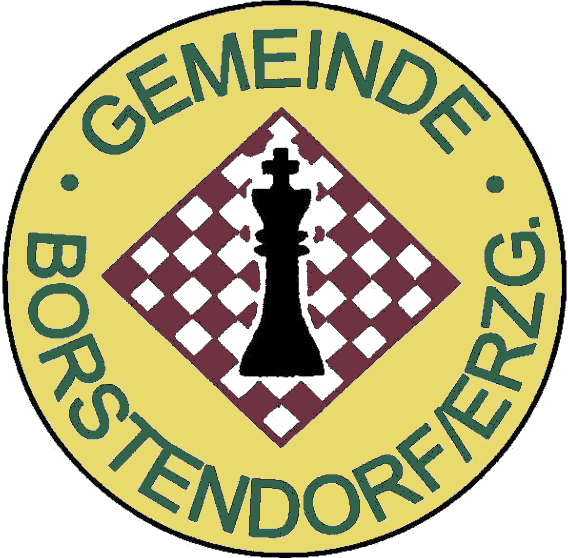
Das Wappen Borstendorfs zeigt ein Schachbrett mit vorgestellter Königsfigur.

Das Schachbrett ist in der Heraldik eine seltene gemeine Figur.
Es wird immer so dargestellt, dass es auch eindeutig als Spielbrett erkennbar ist. Es ist nicht mit dem Heroldsbild „geschacht“ oder ähnlichen Darstellungen zu verwechseln. Die Anzahl der Felder muss gemeldet werden, aber es müssen nicht alle 64 dargestellt sein. Ein Rand um die Figur oder die Perspektive machen es  eindeutig. Das als Schachfeld in Rot-Weiß gestaltete Wappen Kroatiens ist ein Heroldsbild.
Von den Figuren des Schachspiels sind nur der Bauer, der Läufer, der König und der Turm in der Heraldik als Figuren bekannt. Der Turm oder Roch genannt, befindet sich im Wappen von Rochlitz als geteilte Figur.
Das Schachkreuz ist ein mit Schachmuster belegtes gemeines Kreuz.
Das Wappen von Schachdorf Ströbeck ist ein redendes Wappen.

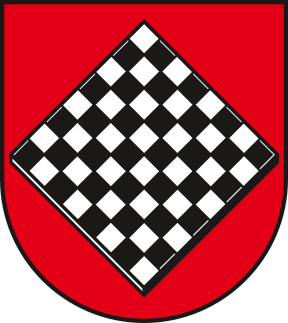
In Rot ein übereck gestelltes, schwarz-silbern geschachtetes Schachbrett mit 64 Feldern im Wappen von Schachdorf Ströbeck